# Andriej Razumowski
Książę Andriej Kiriłłowicz Razumowski (ros. Андрей Кириллович Разумовский; ur. 2 listopada 1752 w Głuchowie, zm. 23 września 1836 w Wiedniu) – dyplomata rosyjski, ambasador rosyjski w Austrii, uczestnik kongresu wiedeńskiego, syn Cyryla Razumowskiego.

## Początki kariery
Andriej Razumowski urodził się w 1752 roku, w ukraińskim Głuchowie, gdzie rezydował wówczas jego ojciec, Cyryl Razumowski, hetman lewobrzeżnej Ukrainy. Jego matką była Jekatierina Naryszkina. W młodości otrzymał wszechstronne wykształcenie, był uczniem m.in. Augusta Ludwiga von Schlözera. Młodość spędził w Petersburgu, a po 1764 roku kontynuował swą edukację poza granicami Imperium Rosyjskiego, studiując na Uniwersytecie w Strasburgu.
W 1769 roku rozpoczął służbę we Marynarce Wojennej Imperium Rosyjskiego, gdzie otrzymał stopień lejtienanta. W czasie wojny rosyjsko-tureckiej (1768–1774) odznaczył się w bitwie morskiej pod Czesmą. W czynnej służbie, podczas której dosłużył się szlifów generalskich, pozostał do 1775 roku, kiedy to wstąpił do służb rosyjskiego korpusu dyplomatycznego. Już kilka lat wcześniej, bo około 1773 roku, zaprzyjaźnił się z Wielkim księciem Pawłem Piotrowiczem, późniejszym cesarzem. Razumowski dowodził okrętem, który przywiózł do Rosji narzeczoną następcy tronu, Wilhelminę Luizę z Hesji-Darmstadt, która po konwersji na prawosławie znana była jako Natalia Aleksiejewna. Wkrótce Razumowski miał wdać się w romans z małżonką przyjaciela. Natalia Aleksiejewna zmarła w 1776 roku przy porodzie, ku rozpaczy zarówno następcy tronu Pawła Piotrowicza, jak i Andrieja Razumowskuego. Ten ostatni, według raportów francuskiego ambasadora, miał być wyraźnie przygnębiony jej śmiercią. Wziął udział w jej pogrzebie oraz płakał nad jej grobem w petersburskiej ławrze Aleksandra Newskiego. Wkrótce Katarzyna II ujawniła kompromitujące listy miłosne, które Razumowski i wielka księżna pisywali do siebie. Wywołało to skandal na dworze petersburskim. Paweł znienawidził młodego Razumowskiego. Nawet w kilka lat później, gdy spotkali się w Neapolu, przyszły cesarz nieomal doprowadził do rozlewu krwi, atakując byłego przyjaciela. Andriej Razumowski popadł w niełaskę i musiał opuścić dwór. Udał się najpierw do Rewla, a następnie do ukraińskich dóbr ojca. W styczniu 1777 roku został mianowany posłem w Królestwie Neapolu. Dzięki jego staraniom flota rosyjska mogła stacjonować na Sycylii. Przyczynił się też do zawartego w 1787 roku, rosyjsko-neapolitańskiego porozumienia handlowego. Wdał się też w romans z królową Marią Karoliną Habsburżanką. W 1784 roku, mimo protestów królowej i ku jej wielkiemu niezadowoleniu, został odwołany ze swego stanowiska i wezwany do Rosji.

## Poseł w Kopenhadze i w Sztokholmie
W 1784 roku Andriej Razumowski został mianowany rosyjskim posłem w Kopenhadze, przy duńskim dworze królewskim. Niewiele wiadomo na temat jego życia w stolicy Danii. W 1786 roku mianowany został posłem w Sztokholmie. Wedle instrukcji otrzymanych z Petersburga, miał on za zadanie wywołać stan napięcia w Szwecji, a wobec innych mocarstw europejskich ukazywać kraj ten jako barbarzyński i gotowy do wojny. Jego dom w stolicy Szwecji stał się więc szybko siedzibą konspiracji przeciw umocnieniu władzy królewskiej, czego dokonać próbował król szwedzki Gustaw III. Dnia 4 stycznia 1788 roku ambasador francuski Jean-Pierre-François de Gaussen meldował do Wersalu i ministra Montmorina:

Pan Razumowski pracuje od świtu do nocy. Jego dom jest miejscem spotkań wszystkich znanych wrogów króla Szwecji, i stąd zamierzają oni rozjechać się do prowincji, żeby tam roznieść ogień nieporządku i buntu.

13 czerwca 1788 roku Razumowski przekazał Gustawowi III notę swojego rządu, w której zawarte było niezręczne sformułowanie o sprzeczności interesów obu państw. Dało to władcy szwedzkiemu pretekst do wystosowaniu 23 czerwca ultimatum, w celu rozpętania wojny rosyjsko-szwedzkiej.

## Poseł w Wiedniu

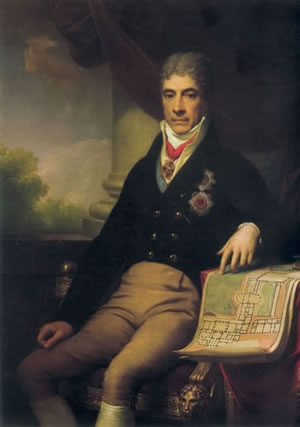
Andriej Rasumowski około 1810 roku

Ambasadorem w Wiedniu był od 6 grudnia 1790 do 4 grudnia 1799 roku. Sprawował swoje obowiązki do 1806 z przerwą w latach 1799–1801. Odegrał znaczącą rolę w uzgodnieniach dotyczących II i III rozbioru Polski i w okresie wojen napoleońskich. W 1793 został odznaczony Orderem św. Aleksandra Newskiego. Był konserwatystą i wrogiem rewolucji francuskiej, a także zwolennikiem interwencji we Francji w obronie interesów Ludwika XVI.
Podczas pobytu w austriackiej stolicy stał się jednym z najgorętszych miłośników muzyki Ludwiga van Beethovena, który poświęcił mu V i VI symfonię oraz trzy kwartety smyczkowe (Opus 59 nr 1-3). Razumowski był także zaprzyjaźniony z Josephem Haydnem i Wolfgangiem Amadeusem Mozartem.
Aktywnie uczestniczył w obradach Kongresu wiedeńskiego. Cesarz Aleksander I, doceniając jego wkład w prace tego zjazdu monarchów i książąt europejskich, w 1815 roku uroczyście mianował go księciem. Razumowski, w podzięce za otrzymany tytuł, zorganizował w swoim pałacu uroczysty bal. Jego rezydencja pękała w szwach. Część stołów trzeba było ustawić w stajni – i to właśnie tam po raz pierwszy zauważono dym. Wybuchł pożar, który doszczętnie strawił cały pałac. Z pożogi nie uratowało się nic, ani jeden mebel i ani jeden obraz ze słynnej na cały Wiedeń kolekcji. Książę nigdy nie otrząsnął się z tej tragedii – w 1816 roku rozwiązał swój kwartet smyczkowy, a do śmierci pozostawał w stanie obłąkania.

## Życie prywatne

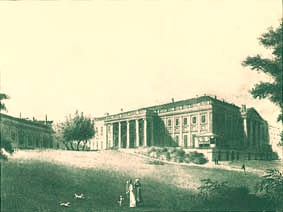
Palais Rasumofsky w Wiedniu

Znany z burzliwego życia miłosnego. Uwodził najpiękniejsze kobiety w Europie, w tym Wilhelminę Luizę z Hesji-Darmstadt i królową Neapolu Marię Karolinę Habsburżankę. Dwukrotnie żonaty. W 1788 roku, w Wiedniu, ożenił się z hrabianką Elżbietą von Thun und Hohenstein (1764-1806). Jego drugą żoną była hrabianka Konstancja Thürheim (1785-1867), pochodząca ze starej szwabskiej szlachty. Pod jej wpływem przeszedł na katolicyzm. W Wiedniu znajduje się ulica jego imienia.

## Ordery i odznaczenia
- Order św. Włodzimierza 2 klasy (1776)
- Order św. Aleksandra Newskiego (1793)
- Order św. Włodzimierza 1 klasy (1795)
- Order św. Anny (1799)
- Order św. Andrzeja Apostoła Pierwszego Powołania (1799)
- Brylantowana odznaka Orderu św. Andrzeja Apostoła Pierwszego Powołania (1799)
- Krzyż Wielki Orderu św. Stefana (1815)[1]